# Johannes Gorlas
Johannes Gorlas (* 31. Januar 1934 in Gelsenkirchen) ist ein deutscher Chemie-Ingenieur, Gewerkschafter und Politiker (SPD).

## Leben und Beruf
Nach der Mittleren Reife 1951 absolvierte Johannes Gorlas eine Lehre als Chemielaborant bei der AG für Chemische Industrie in Gelsenkirchen-Schalke und studierte anschließend an der Staatlichen Ingenieurschule Essen, Abteilung Chemie. Von 1958 bis 1975 arbeitete er als Chemie-Ingenieur im Chemischen Laboratorium der Emschergenossenschaft in Essen. Haupttätigkeitsfeld war dabei die Untersuchung der vielfältigen Industrieabwässer des Ruhrgebietes. Ein besonderer Schwerpunkt seiner Arbeit war die Anwendung neuester Analyseverfahren wie die Gaschromatographie und die Spektroskopie in der Wasserchemie. Bereits Anfang der 60er Jahre wurden in seinem Labor Phenole in Kokereiabwässern gaschromatografisch bestimmt. Bis 1995 war Gorlas Mitglied der Arbeitsgruppe Gaschromatographie in der Gesellschaft Deutscher Chemiker.
Johannes Gorlas war mit der Lehrerin Gertrud Gorlas (* 7. Dezember 1933 in Gelsenkirchen-Rotthausen; † 27. April 2002 in Essen) verheiratet. Das Ehepaar hat zwei Kinder.

## Gewerkschaft
Seit 1952 ist Gorlas Gewerkschaftsmitglied. Fünfzehn Jahre war er für den Bereich Wasserwirtschaft als Mitglied im Kreisvorstand Essen der Gewerkschaft ÖTV tätig. Von 1983 bis 1989 war er Kreisvorsitzender des Deutschen Gewerkschaftsbundes (DGB) in Essen und im Zusammenhang mit dieser Funktion Vorsitzender des Verwaltungsausschusses des Arbeitsamtes Essen sowie Vorsitzender des Berufsbildungsausschusses der Industrie- und Handelskammer zu Essen. Daneben war er Vorsitzender der Arbeitsgemeinschaft Arbeit und Leben DGB/VHS in Essen.

## Partei
Gorlas, der aus einem „stockkatholischen Elternhaus“ stammte, wurde 1957 Mitglied der Sozialdemokratischen Partei Deutschlands (SPD) – geleitet von linkskatholischen politischen Positionen und versehen mit einem kritischen Blick auf die Geschichte der Partei. Eine eventuelle Mitgliedschaft in der CDU kam für ihn schon aufgrund der von dieser forcierten Wiederaufrüstungspolitik nicht in Frage.
Mehrere Jahre war Gorlas Mitglied des SPD-Unterbezirksvorstandes in Essen und des Landesausschusses der NRW-SPD. Daneben war er Vorsitzender der SPD-nahen Sozialistischen Bildungsgemeinschaft in Essen.

## Algeriensolidarität
Seit Mitte der 1950er Jahre engagierten sich Johannes und Gertrud Gorlas für die Nationale Befreiungsfront Algeriens (Front de libération nationale, FLN). Lange bevor der Begriff Kofferträger für die FLN-Unterstützer geboren wurde, war ihre Essener Wohnung eine wichtige Anlauf- und Übernachtungsstelle für FLN-Kader und ihr Keller ein Depot für Schriften und Akten des FLN. Darüber hinaus organisierten sie im Freundes- und Kollegenkreis politische Debatten über die Notwendigkeit der algerischen Unabhängigkeit. Zu diesem Freundeskreis gehörten unter anderem Adolf Brock, Konrad Frielinghaus und Wolfgang Hindrichs.

## Abgeordneter
Vom 28. Mai 1975 bis zum 31. Mai 1995 gehörte Johannes Gorlas dem Landtag von Nordrhein-Westfalen an. Im Wahlkreis Essen-Steele zog er stets als direkt gewählter Abgeordneter in den Landtag ein. Von 1985 bis 1995 war er stellvertretender Vorsitzender des Ausschusses für Umweltschutz und Raumordnung; von 1983 bis 1985 Sprecher der SPD-Fraktion für Ernährung, Landwirtschaft, Forst- und Wasserwirtschaft und von 1985 bis 1995 Fraktionssprecher für Landwirtschaft, Forsten, Naturschutz und Wasserwirtschaft.